# Brachyplatystoma
Brachyplatystoma è un genere di pesci gatto della famiglia Pimelodidae, comprendente 7 specie, le quali abitano le acque dolci e salmastre del Sud America. Essi sono talvolta chiamati pesci gatto golia o pesci gatto giganti, dato che la specie di maggiori dimensioni, B.filamentosum, può raggiungere i 3,6 metri di lunghezza.
Sono generalmente migratori e si spostano lungo il corso dei fiumi per riprodursi. Sono inoltre predatori all'apice della catena alimentare, essendo di grandi dimensioni e completamente carnivori.
il nome Brachyplatystoma deriva dal greco (Brachys=corto, Platys=piatto, Stoma=bocca).

## Specie
il genere brachyplatystoma annovera 8 specie. esse sono:
- Brachyplatystoma filamentosum
- Brachyplatystoma jurense
- Brachyplatystoma platynemum
- Brachyplatystoma rousseauxi
- Brachyplatystoma tigrinum
- Brachyplatystoma vaillanti
- Brachyplatystoma capapretum[6]
- †Brachyplatystoma promagdalena

B.promagdalena è l'unica specie estinta appartenente al suo genere, risalente al medio Miocene. Il fossile olotipo è una parte della sezione anteriore della colonna vertebrale.

## Importantanza per l'uomo
i pesci gatto del genere Brachyplatystoma hanno una certa importanza come risorse sia alimentari che economiche tra le popolazioni locali. Sono inoltre venduti talvolta come animali da acquario.

## Galleria d'immagini

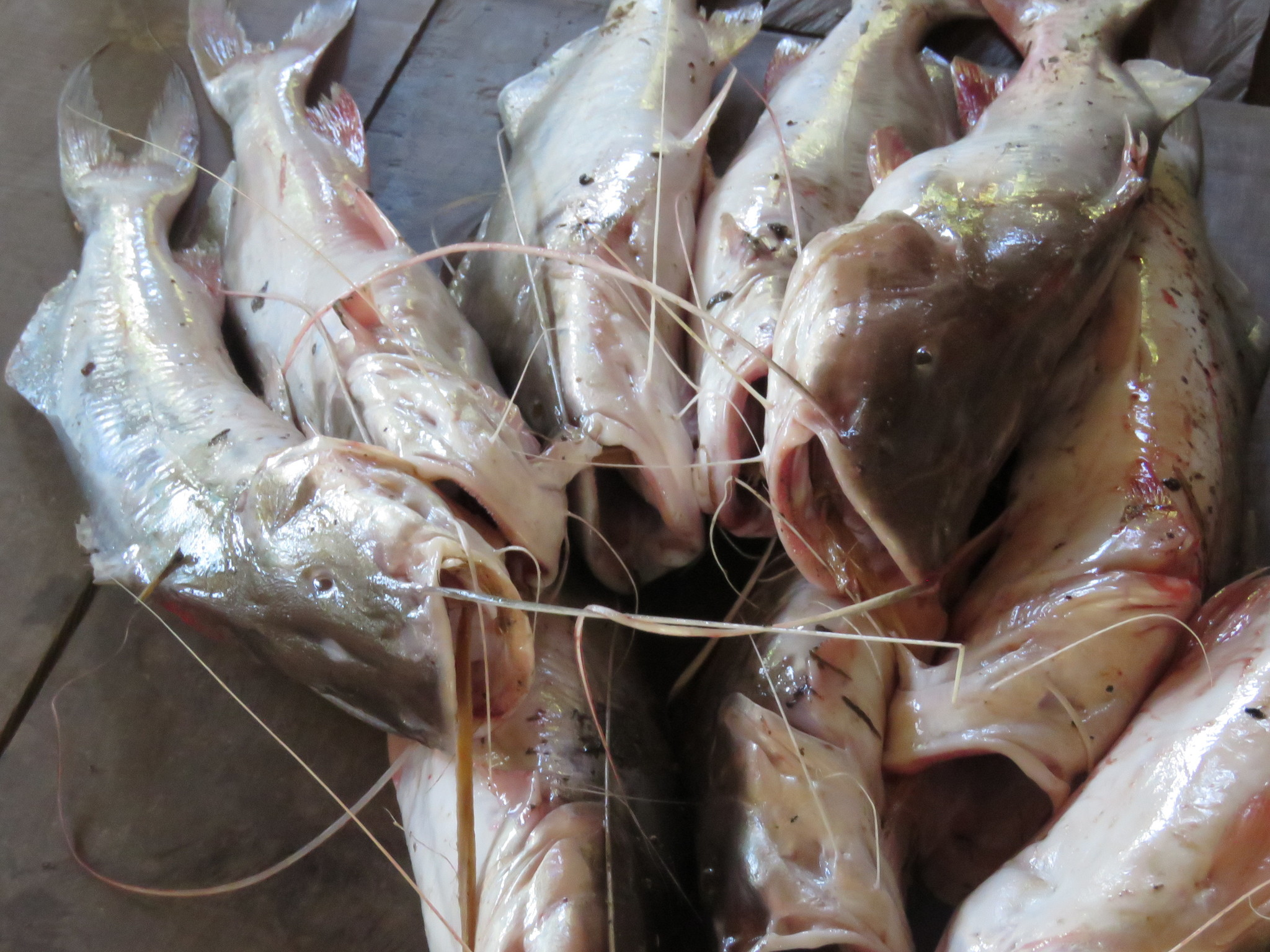
esemplari pescati di Brachyplatystoma vailantii
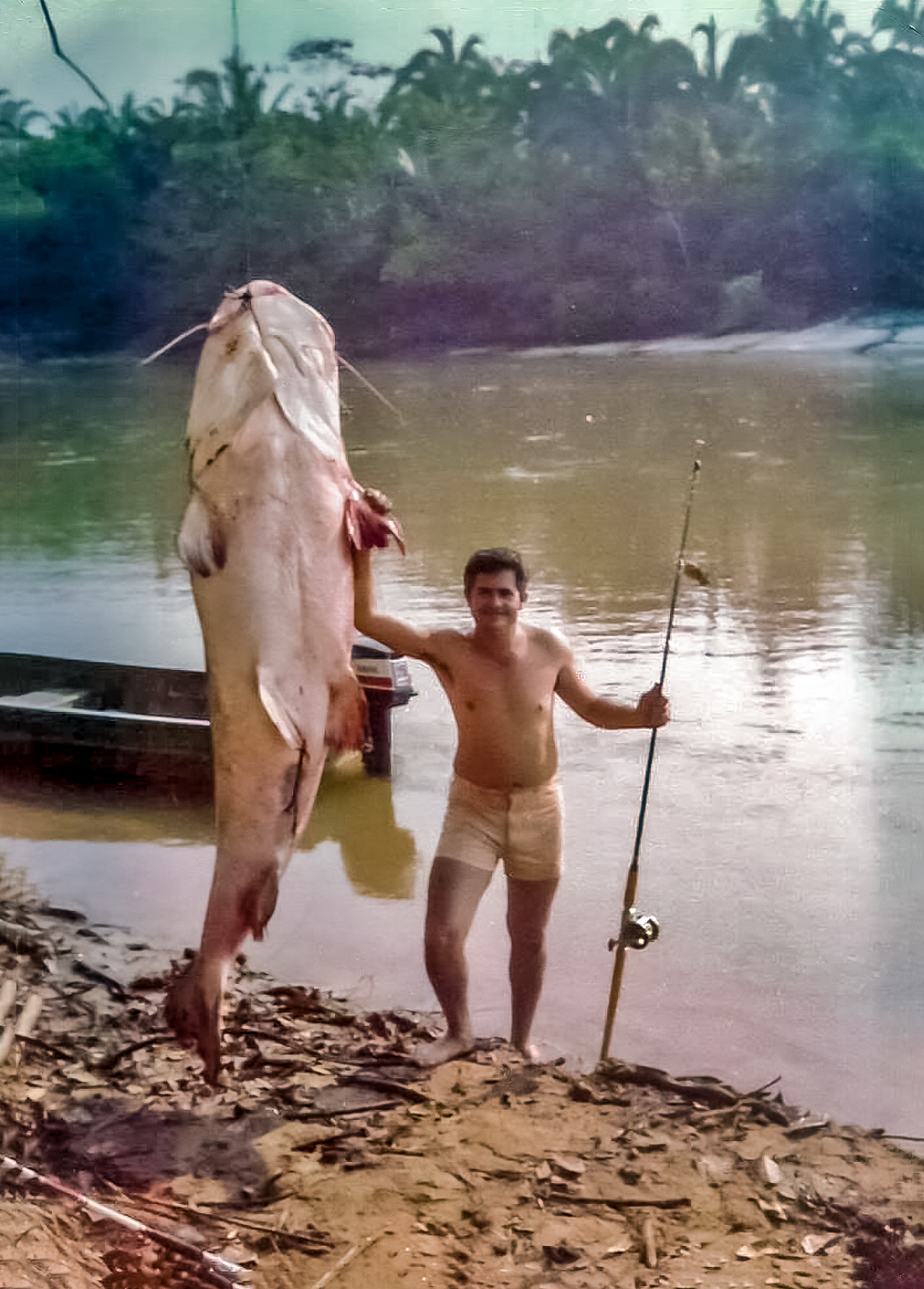
un grande esemplare di Piraìba pescato (Brachyplatystoma filmentosum)